# 석산린
석산린(중국어 정체자: 石山麟, 병음: Shi Shan Lin (스산린), 1945년 9월 ~ )은 중화인민공화국 지린성 둥펑 현 출신의 기업인으로, 현재 베이징 시 창닝 그룹의 사장이다. 조선족 출신이며, 하얼빈 공업 대학을 졸업하였다. 그는 제 7기 및 8기 중국인민정치협상회의 전국 위원회 위원에 선출되었으며, 중화전국공상업연합회 상무위원을 맡고 있다.

## 생애 및 경력
1968년, 하얼빈 공업 대학 핵물리학과를 졸업하였으나, 1967년 문화대혁명 당시 체포되어 사형 선고를 받은 뒤, 10여년이 지난 1979년에 감형으로 석방되었다. 출옥 후 흑룡강상업학원에서 강사로 근무하였으며, 1984년 9월 자동 급수 시설을 발명하여 1985년 자신의 부친의 고향인 경상남도 창녕군의 이름을 딴 하얼빈 창닝 급수설비장 (哈爾濱昌寧給水設備廠)을 설립하였다.
2001년 포브스(Forbes) 중국 부자 랭킹에서 51위를 차지했다. 2008년에는 중국경제주간(中國經濟周刊)의 중국개혁개방30년경제백인(中國改革開放30年經濟百人)의 한 사람으로 선정되었다.